# Phaonia nana
Phaonia nana este o specie de muște din genul Phaonia, familia Muscidae, descrisă de Shinonaga în anul 2003. Conform Catalogue of Life specia Phaonia nana nu are subspecii cunoscute.